# Речные заводи (сериал, 1998)
«Речные заводи» (кит. упр. 水浒传, пиньинь shuǐ hǔ zhuàn, палл. Шуй ху чжуань) — экранизация в виде сериала из 43 серий одноимённого классического китайского романа. Съёмки происходили с апреля 1994 года по март 1997 года, Центральное телевидение Китая впервые продемонстрировало сериал в январе 1998 года. Продюсером сериала был Чжан Цзичжун (ранее сделавший экранизацию романа «Троецарствие»), хореографию поединков ставил Юнь Вопхин, а финальную песню в последних 13 сериях исполнила Пэн Лиюань.

## Сюжет
В первой серии показано возвышение Гао-эра по прозвищу Гао Цю, главного антагониста повествования. Он становится приближённым императора Хуэйцзуна и начальником дворцовой стражи. В дальнейшем Гао Цю, воспользовавшись своим положением, изгоняет из столицы учителя фехтования Ван Цзиня. Ван Цзинь бежит в Яньань, по дороге встречая Ши Цзиня, который становится его учеником. Следующие несколько серий рассказывают о начальнике пограничных войск в Яньани, по имени Лу Да, совершившем преступление и вынужденном скрываться. Став монахом, он получает имя Лу Чжишэнь. Затем повествование переходит к его названому брату Линь Чуну, которого Гао Цю несправедливо ссылает в Цанчжоу, но ему удается освободиться. Затем Линь Чун присоединяется к разбойникам, живущим на горе в местности Ляншаньбо. Следующая сюжетная линия повествует о похищении подарков ко дню рождения сановника Цай Цзиня старостой деревни Дунцицунь Чао Гаем и его семерыми друзьями. Затем их раскрывают, и они также вынуждены бежать на Ляншаньбо, где Чао Гая избирают главой разбойников. В дальнейшем к банде присоединяются всё новые и новые члены. Их истории постепенно складываются в одну. Позже Чао Гай умирает от раны, и его место во главе разбойников занимает Сун Цзян, бывший писарь из Юньчэна.
В последующих сериях рассказывается о столкновениях разбойников с официальными сунскими властями, затем об их победе над ними. После этого император Хуэйцзун дарует разбойникам помилование. Они помогают ему в борьбе с повстанцами под руководством Фан Ла, а затем идут воевать против киданьского государства Ляо. Однако придворные не доверяют раскаянию бывших разбойников, и в итоге Сун Цзян и Ли Куй умирают, выпив отравленного вина.

## В ролях
Из-за того, что сериал снимался несколько лет, были случаи, что один и тот же актёр снимался в нескольких ролях.

### 108 героев Ляншаньбо
| Актёр         | Роль        |
| ------------- | ----------- |
| Ли Сюэцзянь   | Сун Цзян    |
| Ван Вэйго     | Лу Цзюньи   |
| Нин Сяочжи    | У Юн        |
| Ван Юнгуй     | Гунсунь Шэн |
| Ли Чжэньци    | Гуань Шэн   |
| Чжоу Еман     | Линь Чун    |
| Ван Вэньшэн   | Цин Мин     |
| Цзя Шитоу     | Хуянь Чжо   |
| Сю Цин        | Хуа Жун     |
| Чжэн Цян      | Чай Цзинь   |
| Ян Цзэнгуан   | Чжу Тун     |
| Цзан Цзиньшэн | Лу Чжишэнь  |
| Дин Хайфэн    | У Сун       |
| Ди Найшэ      | Ян Чжи      |
| Чжан Вэй      | Сюй Нин     |
| Чжан Хао      | Со Чао      |
| Тай Цзухуэй   | Лю Тан      |
| Чжао Сяожуй   | Ли Куй      |
| Го Цзюнь      | Ши Цзинь    |
| Го Цзюнь      | Ши Вэньгун  |
| Го Байсун     | Лэй Хэн     |
| Ян Баогуан    | Ли Цзюнь    |

| Актёр        | Роль          |
| ------------ | ------------- |
| Ли Вэйхуа    | Жуань-второй  |
| Лань Гунъин  | Чжан Хэн      |
| Чжан Хэпин   | Жуань-пятый   |
| Чжан Якунь   | Чжан Шунь     |
| Ли Дунго     | Жуань-седьмой |
| Чэнь Чжихуэй | Ян Сюн        |
| Ян Фань      | Ши Сю         |
| Кун Цинъюань | Се Чжэнь      |
| Хань Фули    | Се Бао        |
| Ван Гуанхуэй | Янь Цин       |
| Ю Липин      | Чжу У         |
| Ци Цзинбинь  | Сунь Ли       |
| Чжэн Лицян   | Хань Тао      |
| Ван Чуньхуэй | Пэн Ци        |
| ?            | Сяо Жан       |
| Ли Вэньчэн   | Пэй Сюань     |
| Ян Линь      | Янь Шунь      |
| ?            | Лин Чжэнь     |
| Син Фэн      | Ань Даоцюань  |
| Сюй Цзинъи   | Ван Ин        |
| Чжэн Шуан    | Ху Саньнян    |

| Актёр         | Роль          |
| ------------- | ------------- |
| ?             | Цзинь Дацзянь |
| Чжу Сяочунь   | Тун Вэй       |
| Чжу Сяочунь   | Ли Да         |
| Ван Чжунвэй   | Тун Мэн       |
| Лю Ливэй      | Чжэн Тяньшоу  |
| Ли Баоцзюнь   | Сун Цин       |
| Чжао Чуньмин  | Цао Чжэн      |
| Ху Лунъинь    | Сун Вань      |
| Цянь Вэйдун   | Ду Цянь       |
| Чан Юйпин     | Ши Энь        |
| Чжан Ляньчжун | Чжу Гуй       |
| Чэн Сыхань    | Чжу Фу        |
| Син Гочжоу    | Цай Фу        |
| Син Гочжоу    | Сюэ Ба        |
| Чэн Чанлун    | Цай Цин       |
| Вэй Фэн       | Цзяо Тин      |
| Чжан Вэйго    | Сунь Синь     |
| Чжан Сюянь    | Гу Дасао      |
| Чжан Синь     | Чжан Цин      |
| Лян Ли        | Сунь Эрнян    |
| Сунь Юэмин    | Бай Шэн       |
| Мэн Гэншэн    | Ши Цянь       |

### Сунский императорский двор и высшие сановники/чиновники
| Актёр         | Роль            |
| ------------- | --------------- |
| Цзэн Хуншэн   | Хуэй-цзун       |
| Линь Лянькунь | Цай Цзин        |
| Лэй Кэшэн     | Тун Гуань       |
| Сю Гэ         | молодой Гао Цю  |
| Вэй Цзунвань  | взрослый Гао Цю |
| Ли Чжии       | Су Цзин         |
| Чжэн Данянь   | Чэнь Цзуншань   |
| Чжан Цзичжун  | Цуй Цзин        |
| Ван Бин       | Ван Шэнь        |
| Тан Гоцян     | Су Ши           |
| Ли Сяодин     | Лю Мэнлун       |
| Чжан Хунцзе   | Чжан Шуе        |

### Местные чиновники
| Актёр         | Роль                                       |
| ------------- | ------------------------------------------ |
| Цзян Гоинь    | правитель Вэйчжоуской области              |
| Тан Цзюньян   | молодой Гао Янэй (Гао Кань)                |
| Хун Цзяньтао  | взрослый Гао Янэй                          |
| Ван Цюанью    | Лу Цянь                                    |
| Лю Вэй        | Фу Ань                                     |
| Сун Чуньлинь  | правитель Кайфэнской области               |
| Чэнь Цзиминь  | учитель Хун                                |
| Кан Эрчан     | начальник Цанчжоуского лагеря для ссыльных |
| Ду Юймин      | служитель Цанчжоуского лагеря для ссыльных |
| Ху Цинши      | секретарь Лян                              |
| Сунь Чжицюань | правитель Цзичжоуской области              |
| Хуан Цзунло   | правитель уезда Юньчэн                     |

| Актёр          | Роль                                       |
| -------------- | ------------------------------------------ |
| Го Чуньхуа     | правитель уезда Янгу                       |
| Ван Вэнью      | военный комендант Чжан                     |
| Цзян Цзинъюй   | жена коменданта                            |
| Лань Гунъин    | служитель Мэнчжоуского лагеря для ссыльных |
| Ли Ляньи       | Лю Гао                                     |
| Цуй Хунхун     | жена Лю Гао                                |
| Цюань Цзефан   | Цай Цзю                                    |
| Цзоу Цзяньчжун | Хуан Вэньбин                               |
| Ма Синь        | Гао Лянь                                   |
| Лян Цзиньшань  | правитель уезда Шоучжан                    |
| У Липин        | пристав Ли                                 |
| Чжу Лэй        | чиновник Чжан                              |

### Ляншаньбосцы
| Актёр        | Роль     |
| ------------ | -------- |
| Чжан Чжичжун | Чао Гай  |
| Чжао Яньминь | Ван Лунь |
| Ван Синчи    | Хэ Чэн   |

### Персонажи из народа
| Актёр        | Роль           |
| ------------ | -------------- |
| Чэнь Чжихуэй | Ван Цзинь      |
| Юй Юэсянь    | Цзинь Цуйлянь  |
| Ван Цзинхуа  | госпожа Линь   |
| Ли Ци        | Ню Эр          |
| Кан Хунлэй   | Хэ Цин         |
| Ван Сыи      | Пань Цзиньлянь |
| Ли Минци     | старуха Ван    |
| Ли Цян       | Симэнь Цин     |
| Дэлигэр      | Цзян Мэньшэнь  |
| Ню Ли        | Пань Цяоюнь    |
| Хэ Цин       | Ли Шиши        |

### Чжуцзячжуанцы
| Актёр         | Роль         |
| ------------- | ------------ |
| Цзинь Гуаншэн | Чжу Лун      |
| ?             | Чжу Ху       |
| Ли Юйшэн      | Чжу Бяо      |
| Бай Цзюньцзе  | Луань Тинъюй |
| Пань Иньлай   | Ху Чэн       |

### Цзэнтоусцы
| Актёр         | Роль                       |
| ------------- | -------------------------- |
| Го Цзе        | Цзэнтоуский градоначальник |
| Се Цзяци      | Цзэн Ту                    |
| Лю Цян        | Цзэн Ми                    |
| Син Чжаоцзюнь | Цзэн Со                    |
| Ли Шулун      | Цзэн Куй                   |
| Хань Цзяюн    | Цзэн Шэн                   |
| Го Цзюнь      | Ши Вэньгун                 |

### Пекинцы
| Актёр         | Роль      |
| ------------- | --------- |
| Би Юаньцзинь  | Ли Гу     |
| Ван Циньчжэнь | Лу Нянцзы |

### Цзяннаньцы
| Актёр        | Роль         |
| ------------ | ------------ |
| Цуй Дай      | Фан Ла       |
| Дун Чуаньцян | Фан Мао      |
| Сюй Цзянь    | Фан Тяньдин  |
| У Сун        | Пан Ваньчунь |
| Чжан Чуньянь | Пан Цюся     |